# هیپرآمونمی
هیپرآمونمی (Hyperammonemia) نوعی اختلال متابولیک است که با افزایش غلظت آمونیاک در خون مشخص می‌شود. این اختلال، حالت خطرناکی را به وجود می‌آورد که ممکن است به انسفالوپاتی و مرگ بینجامد. هیپرآمونمی می‌تواند اولیه یا ثانویه باشد. آمونیاک یک ترکیب حاوی نیتروژن بوده و حاصل کاتابولیسم پروتئین هاست. آمونیاک پیش از ترشح در ادرار، توسط کلیه‌ها به اوره که ماده‌ای با سمیت کمتر است تبدیل می‌شود. مراحل ابتدایی مسیرهای متابولیکی سنتزکننده اوره در میتوکندری و مراحل بعدی در سیتوزول انجام می‌شوند. این فرایند که چرخه اوره خوانده می‌شود از آنزیم‌های متعددی تشکیل شده‌است که به صورت زنجیره‌ای عمل می‌کنند.

## انواع هیپرآمونمی

### اولیه و ثانویه
- هیپرآمونمی اولیه حاصل برخی ناهنجاری‌های مادرزادی متابولیسم است که به دنبال کاهش فعالیت برخی آنزیم‌های چرخه اوره بروز می‌کنند.
- هیپرآمونمی ثانویه حاصل ناهنجاری‌های مادرزادی متابولیسم حدواسط (Intermediary Metabolism) هستند که با کاهش فعالیت آنزیم‌هایی که نقشی در چرخه اوره ندارند مشخص می‌گردند (مانند اختلالات پروپیونیک اسیدمی و متیل مالونیک اسیدمی). اختلال عملکرد سلول‌هایی که در متابولیسم نقش حیاتی دارند نیز می‌تواند به هیپرآمونمی منجر شود (مانند نارسایی کبد).

### ارثی و اکتسابی
- ارثی

معمولاً حاصل نقص ژنتیکی آنزیم‌های چرخه اوره هستند. شایع ترین نقص ژنتیکی چرخه اوره، نقص آنزیم اورنیتین ترانس کاربامیلاز است که نوعی اختلال ارثی وابسته به کروموزوم X است.
- اکتسابی:

معمولاً در اثر بیماری‌های کبدی بروز می‌کند، مانند:هپاتیت ویروسی یا سوء مصرف الکل. سیروز کبد نیز می‌تواند منجر به هیپرآمونمی‌شود.

## عوارض
هیپرآمونمی می‌تواند منجر به انسفالوپاتی شود.

## درمان
- محدودیت دریافت پروتئین در رژیم غذایی
- افزایش دریافت کالری از طریق چربی و قند
- آرژینین داخل وریدی (در کمبود آرژینین سوکسیناز), فنیل بوتیرات سدیم و بنزوآت سدیم (کمبود اورنیتین ترانس کاربامیلاز) از جمله روش‌های درمانی در بیماران دچار نقایص آنزیم‌های چرخه اوره هستند.

درصورت هیپرآمونمی شدید (سطح سرمی بالاتر از ۱۰۰۰ میکرومول در لیتر) همودیالیز ضرورت دارد.
- اسیدی کردن مجرای روده با استفاده از لاکتولوز می‌تواند سطح آمونیاک را از طریق پروتون دار کردن آمونیاک و گیر انداختن آن در مدفوع کاهش دهد. این روش یکی از راه‌های درمان انسفالوپاتی کبدی است.